# Полуостров Штурманов
Полуостров Штурманов — полуостров в центральной части морского побережья полуострова Таймыр. Омывается Карским морем, а именно заливами Таймырским и Зееберга, а также проливом Расторгуева. В 2 км к северо-востоку от полуострова располагается остров Колчака.
Полуостров назван в 1940 году в честь штурманов г/с «Папанин», которые участвовали в топографической съёмке территории полуострова.
Западная и восточная береговые линии полуострова преимущественно ровные, северная и северо-восточная, напротив, изрезанные. Берега пологие. Наивысшая точка острова, гора Ющенко, расположена в его центральной части и достигает 130 м.
Полуостров необитаем. Входит в состав Большого Арктического заповедника.